# Giovanni Cesare Pagazzi
Giovanni Cesare Pagazzi (Crema, 8 giugno 1965) è un arcivescovo cattolico e teologo italiano, dal 28 marzo 2025 archivista e bibliotecario di Santa Romana Chiesa.

## Biografia

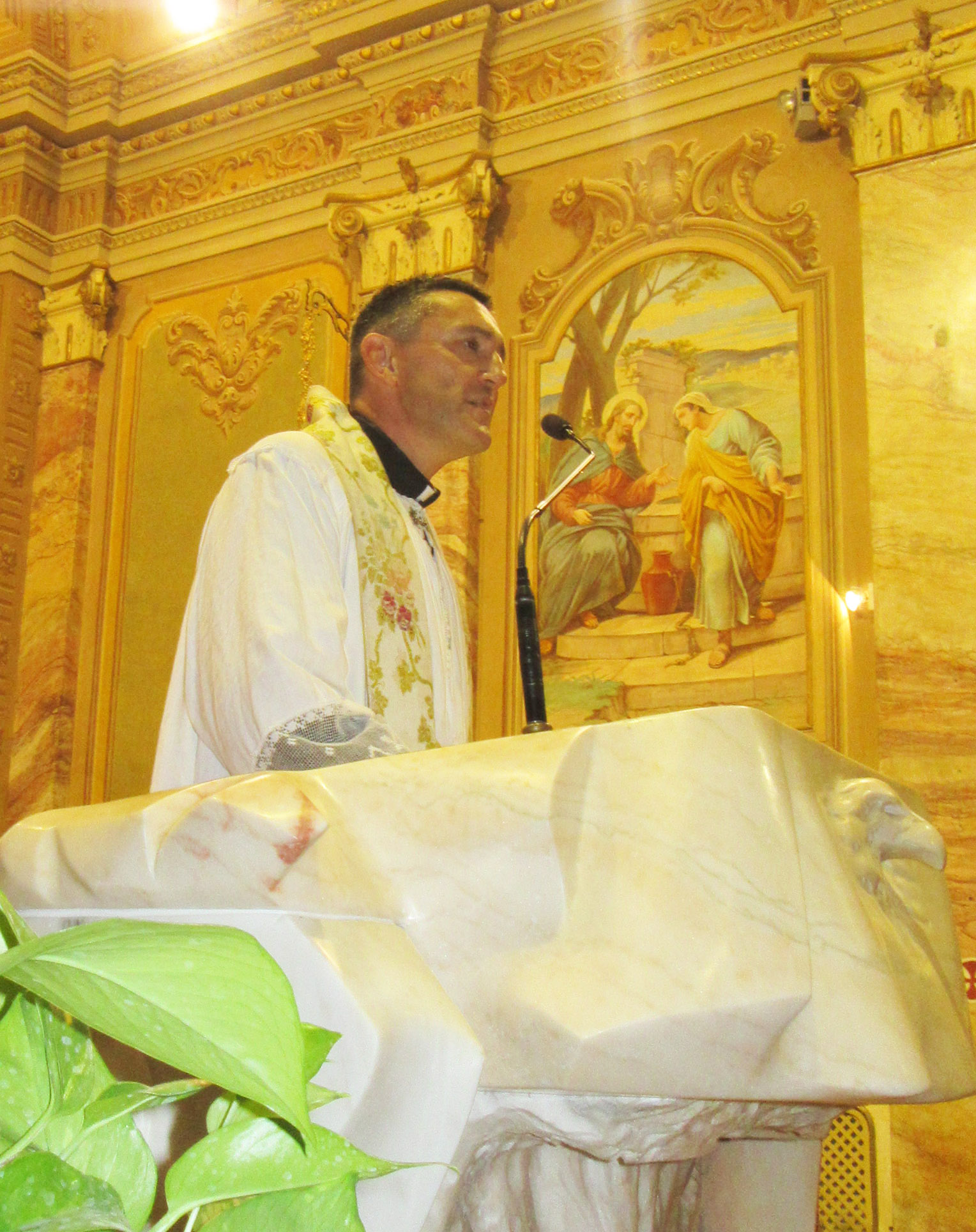
Mons. Pagazzi, durante una predicazione nella chiesa di Caselle Landi, nel 2018.

È nato a Crema, sede vescovile in provincia di Cremona, l'8 giugno 1965. È originario di Gradella, frazione di Pandino, in provincia di Cremona e diocesi di Lodi.

### Formazione e ministero sacerdotale
Ha frequentato l'Istituto magistrale "Maria Santissima Bambina" di Lodi. Dal 1983 ha studiato filosofia e teologia cattolica nei seminari di Crema e di Lodi.
Il 23 giugno 1990 è stato ordinato presbitero per la diocesi di Lodi.
Dopo l'ordinazione è stato nominato vicario parrocchiale della chiesa dei Santi Bassiano e Fereolo a Lodi. Nel 1994 ha conseguito la licenza e nel 1996 il dottorato in teologia presso la Pontificia Università Gregoriana di Roma con una tesi intitolata "L'unicità di Gesù come criterio di unità e differenza nella Chiesa" avendo come relatore il gesuita Ángel Antón.
È stato professore ordinario di ecclesiologia, cristologia e antropologia presso il Collegio Alberoni di Piacenza dal 1995 al 2005; professore ordinario di ecclesiologia e cristologia presso gli Studi teologici riuniti dei seminari di Crema e Lodi dal settembre del 1996; docente di cristologia presso lo Studio teologico di Bologna dal 2003 al 2004, l'Istituto di Liturgia Pastorale "Santa Giustina" di Padova dal 2006 al 2007, la Facoltà teologica dell'Emilia-Romagna dal 2006 al 2009, la Pontificia facoltà teologica di Sicilia "San Giovanni Evangelista" a Palermo dal 2008 al 2009, l'Istituto superiore di scienze religiose di Lodi dal settembre del 2008 e la Facoltà teologica dell'Italia settentrionale a Milano dal 2009 al 2010 e dal 2013 al 2014; direttore dello Studio Teologico del Seminario di Lodi dal 2003 al 2011 e nuovamente dal settembre del 2015; professore di estetica teologica presso l'Accademia di belle arti di Brera dal 2014 al 2015 e docente di teologia sistematica presso la sede di Torino dell'Università Pontificia Salesiana dal 2014 al 2015. Dal 2013 al 2014 è stato professore invitato presso la Pontificia Università Gregoriana. Inoltre è stato direttore dell'Istituto superiore di scienze religiose "Sant'Agostino" delle diocesi di Crema, Cremona, Lodi, Pavia e Vigevano dall'aprile del 2018 al giugno del 2020 e vice-direttore dello stesso dal gennaio del 2021. Dall'ottobre del 2019 è professore ordinario di ecclesiologia e comunità familiare, coordinatore della ricerca e membro dell'équipe di presidenza del Pontificio Istituto Teologico "Giovanni Paolo II" per le Scienze del matrimonio e della famiglia di Roma. Il 29 ottobre 2021 papa Francesco lo ha nominato consultore della Congregazione per la dottrina della fede.

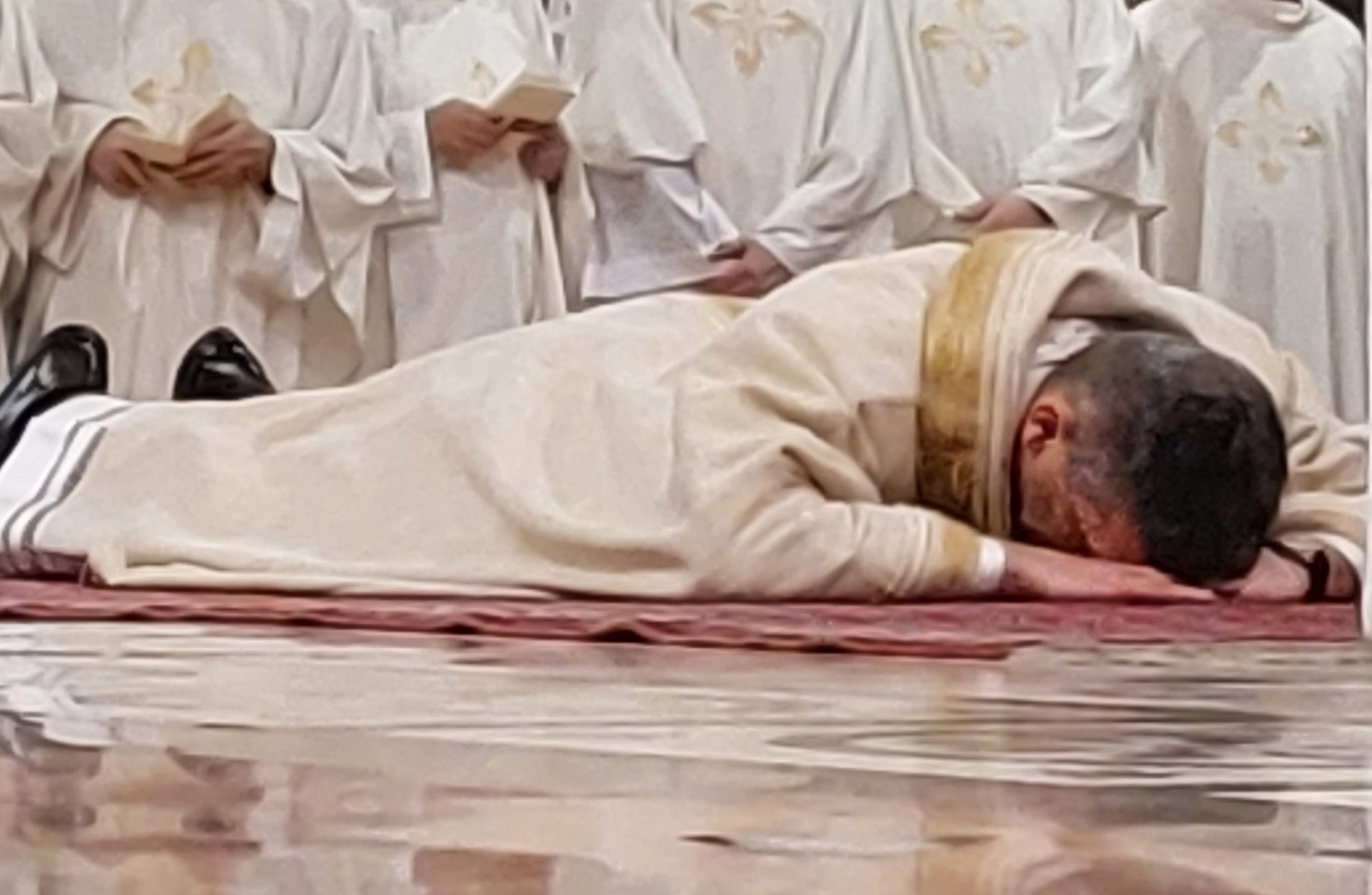
Un momento dell'ordinazione episcopale di don Cesare, lo scorso 10 febbraio 2024, in cattedrale a Lodi.

Oltre all'attività accademica, è responsabile della formazione dei diaconi permanenti nella diocesi di Lodi dal novembre del 2009. È stato vicario parrocchiale della Parrocchia San Giovanni Bosco in Codogno dal 2017 al 2019, successivamente collaboratore pastorale della Parrocchia San Biagio e Beata Vergine Immacolata in Codogno dal 2019 al 2022 e collaboratore pastorale della parrocchia dell'Assunzione della Beata Vergine Maria a Santo Stefano Lodigiano dal settembre del 2022.
Il 26 settembre 2022 papa Francesco lo ha nominato segretario del Dicastero per la cultura e l'educazione.

### Ministero episcopale
Il 30 novembre 2023 papa Francesco lo ha elevato alla dignità episcopale, nominandolo arcivescovo titolare di Belcastro. Il 10 febbraio 2024 ha ricevuto l'ordinazione episcopale, nella cattedrale di Lodi, dal cardinale José Tolentino de Mendonça, prefetto del Dicastero per la cultura e l'educazione, co-consacranti i vescovi Maurizio Malvestiti e Paul Tighe.
Il 28 marzo 2025 papa Francesco lo ha nominato archivista e bibliotecario di Santa Romana Chiesa; succede ad Angelo Vincenzo Zani, ritiratosi per raggiunti limiti d'età. Decaduto dagli incarichi il 21 aprile successivo a motivo della morte del pontefice, il 9 maggio seguente è stato riconfermato da papa Leone XIV.

## Genealogia episcopale
La genealogia episcopale è:
- Cardinale Scipione Rebiba
- Cardinale Giulio Antonio Santori
- Cardinale Girolamo Bernerio, O.P.
- Arcivescovo Galeazzo Sanvitale
- Cardinale Ludovico Ludovisi
- Cardinale Luigi Caetani
- Cardinale Ulderico Carpegna
- Cardinale Paluzzo Paluzzi Altieri degli Albertoni
- Papa Benedetto XIII
- Papa Benedetto XIV
- Cardinale Enrico Enriquez
- Arcivescovo Manuel Quintano Bonifaz
- Cardinale Buenaventura Córdoba Espinosa de la Cerda
- Cardinale Giuseppe Maria Doria Pamphilj
- Papa Pio VIII
- Papa Pio IX
- Cardinale Alessandro Franchi
- Cardinale Gaetano Aloisi Masella
- Cardinale José Sebastião d'Almeida Neto, O.F.M.Disc.
- Vescovo António José de Souza Barroso
- Vescovo Manuel Luís Coelho da Silva
- Cardinale Manuel Gonçalves Cerejeira
- Cardinale António Ribeiro
- Cardinale José da Cruz Policarpo
- Cardinale Manuel José Macário do Nascimento Clemente
- Cardinale José Tolentino de Mendonça
- Arcivescovo Giovanni Cesare Pagazzi

## Araldica
| Stemma | Descrizione |
| ------ | --- |
|        | Troncato d'azzurro e d'oro. Nel primo all'agnello passante d'argento. Nel secondo al lupo passante, rivoltato di nero. L'agnello poggia su uno sfondo azzurro, simbolo dell'incorruttibilità del cielo, mentre il lupo campeggia su uno sfondo in oro, simbolo dell'incorruttibilità della fede. |

## Opere
- Giovanni Cesare Pagazzi, La singolarità di Gesù come criterio di unità e differenza nella Chiesa, Milano, Glossa, 1997,  pp. x, 222, ISBN 978-8871050652.
- Giovanni Cesare Pagazzi, Il polso della verità. Memoria e dimenticanza per dire Gesù, Assisi, Cittadella, 2006,  p. 136, ISBN 978-8830808386.
- Giovanni Cesare Pagazzi, Il prete oggi. Tracce di spiritualità, Bologna, EDB, 2010,  p. 88, ISBN 978-8810512036.
- Giovanni Cesare Pagazzi, Sentirsi a casa. Abitare il mondo da figli, Bologna, EDB, 2010,  p. 128, ISBN 978-8810405963.
- Giovanni Cesare Pagazzi, C'è posto per tutti. Legami fraterni, paura, fede, Milano, Vita e Pensiero, 2013,  p. 136, ISBN 978-8834325162.
- Giovanni Cesare Pagazzi, Fatte a mano. L'affetto di Cristo per le cose, Bologna, EDB, 2013,  p. 128, ISBN 978-8810408377.
- Giovanni Cesare Pagazzi, La cucina del Risorto. Gesù «cuoco» per l'umanità affamata, Bologna, EMI, 2014,  p. 64, ISBN 978-8830722149.
- Giovanni Cesare Pagazzi, In principio era il legame. Sensi e bisogni per dire Gesù, Assisi, Cittadella, 2015,  p. 168, ISBN 978-8830807785.
- Giovanni Cesare Pagazzi, Questo è il mio corpo. La grazia del Signore Gesù, Bologna, EDB, 2016,  p. 136, ISBN 978-8810412190.
- Giovanni Cesare Pagazzi, Gesù mio perdona le nostre colpe..., Milano, Glossa, 2016,  p. 48, ISBN 978-8871053677.
- Giovanni Cesare Pagazzi, Matteo Crimella e Stefano Romanello, Extra ironiam nulla salus. Studi in onore di Roberto Vignolo in occasione del suo LXX compleanno, Milano, Glossa, 2016,  p. 690, ISBN 978-8871053769.
- Giovanni Cesare Pagazzi, Il garbo del vincitore, Milano, Paoline Editoriale Libri, 2018,  p. 80, ISBN 978-8831549592.
- Giovanni Cesare Pagazzi, La carne, Cinisello Balsamo, San Paolo Edizioni, 2018,  p. 96, ISBN 978-8892213999.
- Giovanni Cesare Pagazzi, Tua è la potenza. Fidarsi della forza di Cristo, Cinisello Balsamo, San Paolo Edizioni, 2019,  p. 160, ISBN 978-8892220478.
- Giovanni Cesare Pagazzi e Carla Canullo, Madri, Bologna, EDB, 2020,  p. 88, ISBN 978-8810572023.
- Giovanni Cesare Pagazzi, In pace mi corico. Il sonno e la fede, Cinisello Balsamo, San Paolo Edizioni, 2021,  p. 176, ISBN 978-8892226562.
- Giovanni Cesare Pagazzi e Franco Manzi, Il pastore dell'essere. Fenomenologia dello sguardo del Figlio, Assisi, Cittadella, 2021,  p. 168, ISBN 978-8830807297.